# René Valero
René Arnold Valero (ur. 15 sierpnia 1930 w Manhattanie, Nowy Jork, zm. 10 marca 2019) – amerykański duchowny katolicki, biskup pomocniczy Brooklynu w latach 1980-2005.

## Życiorys
Święcenia kapłańskie otrzymał 2 czerwca 1956 i inkardynowany został do diecezji brooklińskiej.
4 października 1980 papież Jan Paweł II mianował go biskupem pomocniczym Brooklynu ze stolicą tytularną Vicus Turris. Sakry udzielił mu ówczesny ordynariusz Francis John Mugavero. Na emeryturę przeszedł 27 października 2005.
Zmarł 10 marca 2019.